# Giosuè Bonomi
Giosuè Bonomi (né le 21 octobre 1978 à Gazzaniga, dans la province de Bergame en Lombardie) est un coureur cycliste italien, professionnel de 2001 à 2007.

## Palmarès
- 1998
  - Trofeo Lindo e Sano
  - 2e du Trofeo Papà Cervi
- 1999
  - Trophée Lampre
  - 2e de Vicence-Bionde
- 2004
  - 3e de la Coppa Bernocchi
- 2006
  - 2e de la Coppa Bernocchi
  - 3e du Grand Prix International Costa Azul

## Classements mondiaux
| Année           | 2006 | 2007 |
| --------------- | ---- | ---- |
| UCI Europe Tour | 98e  | 342e |